# Тарасівська сільська рада (Первомайський район)
Тара́сівська сільська́ ра́да — орган місцевого самоврядування в Первомайському районі Миколаївської області. Адміністративний центр — село Тарасівка.
24 серпня 1957 року Тарасівську сільраду Первомайського району передано до складу Лисогірського р-ну.

## Загальні відомості
- Населення ради: 1 122 особи (станом на 2001 рік)

## Населені пункти
Сільській раді підпорядковані населені пункти:
- с. Тарасівка
- с. Бандурка
- с. Лозуватка
- с. Світоч
- с-ще Новоолександрівка
- с. Шевченко

## Склад ради
Рада складається з 14 депутатів та голови.
- Голова ради: Отрощенко Іван Вікторович
- Секретар ради: Гордійчук Наталія Петрівна

### Керівний склад попередніх скликань
| Прізвище, ім'я, по батькові | Основні відомості                                                 | Дата обрання | Дата звільнення |
| --------------------------- | ----------------------------------------------------------------- | ------------ | --------------- |
| Гаврилюк Віктор Іванович    | Сільський голова, 1947 року народження, член Народної партії      | 26.03.2006   | 31.10.2010      |
| Отрощенко Іван Вікторович   | Сільський голова, 1967 року народження, освіта вища, безпартійний | 31.10.2010   |                 |

Примітка: таблиця складена за даними сайту Верховної Ради України

### Депутати
За результатами місцевих виборів 2010 року депутатами ради стали:

#### За суб'єктами висування
| Суб'єкт висування | Кількість обраних депутатів | %  |
| ----------------- | --------------------------- | -- |
| Партія регіонів   | 7                           | 50 |
| Самовисування     | 7                           | 50 |

#### За округами
| № округу        | Прізвище, ім'я, по батькові      | Дата визнання обраним | Освіта             | Партійна приналежність | Відомості про обраного депутата                             |
| --------------- | -------------------------------- | --------------------- | ------------------ | ---------------------- | ----------------------------------------------------------- |
| Партія регіонів |                                  |                       |                    |                        |                                                             |
| 1               | Підосична Ліля Миколаївна        | 03.11.2010            | середня спеціальна | член Партії регіонів   | тимчасово не працює                                         |
| 4               | Пустовой Володимир Іванович      | 03.11.2010            | середня спеціальна | член Партії регіонів   | тимчасово не працює                                         |
| 5               | Гарбуз Алла Василівна            | 03.11.2010            | середня спеціальна | член Партії регіонів   | підприємець                                                 |
| 7               | Завірюха Раїса Іванівна          | 03.11.2010            | середня спеціальна | член Партії регіонів   | Тарасівська Сільська Рада, соц.працівник                    |
| 9               | Феній Світлана Григорівна        | 03.11.2010            | середня спеціальна | член Партії регіонів   | тимчасово не працює                                         |
| 11              | Мхітарян Надія Пантелеївна       | 03.11.2010            | середня спеціальна | член Партії регіонів   | Лозоватське РайОПО, продавець                               |
| 14              | Чеботару Іван Іванович           | 03.11.2010            | середня            | член Партії регіонів   | Новолександрівський фельдшерсько-акушерський пункт, санітар |
| Самовисування   |                                  |                       |                    |                        |                                                             |
| 2               | Ювженко Леонід Володимирович     | 03.11.2010            | середня            | позапартійний          | одноосібник                                                 |
| 3               | Курочкін Олександр Миколайович   | 03.11.2010            | середня            | позапартійний          | Сільська Рада, водій                                        |
| 6               | Ювженко Любов Миколаївна         | 03.11.2010            | середня            | позапартійна           | Тарасівська Сільська Рада, касир                            |
| 8               | Гордійчук Наталія Петрівна       | 03.11.2010            | середня спеціальна | позапартійна           | Тарасівська Сільська Рада, секретар                         |
| 10              | Мельник Микола Васильович        | 03.11.2010            | середня спеціальна | позапартійний          | Лозоватська Агрохімія, керуючий відділом                    |
| 12              | Мельник Лариса Михайлівна        | 03.11.2010            | середня спеціальна | позапартійна           | Тарасівська Сільська Рада, головний бухгалтер               |
| 13              | Герасимчук Людмила Володимирівна | 03.11.2010            | вища               | позапартійна           | Тарасівська Сільська Рада, землевпорядник                   |